# Bruchidius siliquastri
Bruchidius siliquastri is een keversoort uit de familie bladkevers (Chrysomelidae). De wetenschappelijke naam van de soort werd in 2007 gepubliceerd door Delobel.
De kever wordt 2,8 tot 3,7 millimeter lang. Het dekschild is dof grijs, terwijl het achterlijf (het pygidium) oranjerood is en een stuk achter het dekschild uitsteekt.
De soort is ontdekt in Zuid-Frankrijk, in eerste instantie in Montpellier. Ze werden gekweekt uit zaden van de judasboom (Cercis siliquastrum), waarnaar de soort ook is vernoemd. Bij het verzamelen van meer materiaal bleek de soort in Zuid-Frankrijk vrij veel voor te komen en bleek de soort ook in China en Hongarije te zijn aangetroffen. Het exemplaar uit China was gekweekt uit een ongeïdentificeerde soort Cercis. Bij fylogenetisch onderzoek bleek er geen nauwe verwantschap met andere Europese soorten uit het geslacht Bruchidius, wat leidde tot de hypothese dat de soort oorspronkelijk uit China komt en leeft op daar inheemse soorten Cercis, temeer daar de soort opvallend genoeg is om bij al langdurig voorkomen in Europa eerder te zijn opgemerkt. Inmiddels is de soort inderdaad in China op meer plaatsen aangetroffen (Fujian en Shaanxi). Ook in Europa is de soort in diverse landen aangetroffen, waaronder in Nederland en België, ook op plaatsen waar de judasboom alleen als sierplant wordt gebruikt.